# Ceutorhynchus fulvitarsis
Ceutorhynchus fulvitarsis é uma espécie de insetos coleópteros polífagos pertencente à família Curculionidae.
A autoridade científica da espécie é Gougelet & H. Brisout, tendo sido descrita no ano de 1860.
Trata-se de uma espécie presente no território português.